# Förmliches Verwaltungsverfahren
Das förmliche Verwaltungsverfahren ist ein besonderes Verfahren des deutschen Verwaltungsrechtes.
Das Verwaltungsverfahrensgesetz (VwVfG) des Bundes enthält in seinem Teil V Abschnitt 1 (§§ 63 - 71 VwVfG) Vorschriften über das förmliche Verwaltungsverfahren. Diese Vorschriften kommen zur Anwendung, wenn in anderen Gesetzen auf sie verwiesen wird, so z. B. in § 21 SortSchG für das Verfahren vor den Prüfabteilungen und den Widerspruchsausschüssen des Bundessortenamtes sowie in §§ 36 und 105 BBergG für das Verfahren über die Zulegung und die Grundabtretung. In den Bundesländern wird häufig durch Verordnungen für zahlreiche bundesgesetzlich geregelte Verwaltungsverfahren auf die Vorschriften über das förmliche Verwaltungsverfahren verwiesen, so in der Verordnung über das förmliche Verwaltungsverfahren des Landes Berlin z. B. für das Verfahren über die Untersagung der Ausübung eines Gewerbes bei Unzuverlässigkeit nach § 35 GewO, für das Verfahren über die Untersagung des Betriebes einer öffentlichen Waage nach § 64b EichO und für das Verfahren über die Entziehung der Rechtsfähigkeit von Vereinen nach § 43 BGB.
Förmliche Verwaltungsverfahren im weiteren Sinne sind solche Verfahren, deren Verfahrensvorschriften spezialgesetzlich geregelt sind, ohne auf das Verfahren nach § 63 VwVfG zu verweisen. Solche Verfahren sind z. B. das Enteignungsverfahren gemäß §§ 104 ff. BauGB und das Musterungsverfahren nach § 19 WehrPflG.
Dem förmlichen Verwaltungsverfahren kommt in der Verwaltungspraxis nur eine untergeordnete Bedeutung zu; den Normalfall bildet gemäß § 10 VwVfG das nichtförmliche Verfahren. Im Gegensatz hierzu gelten im förmlichen Verwaltungsverfahren strenge Formvorschriften. So ist ein Antrag stets schriftlich zu stellen. Die Verfahrensbeteiligten haben zahlreiche, an das Verwaltungsgerichtsverfahren angelehnte Pflichten. Der Entscheidung der Verwaltungsbehörde hat eine mündliche Verhandlung vorauszugehen. Die Entscheidung ist stets schriftlich zu treffen und zu begründen. Sie ist den Beteiligten zuzustellen.